# NGC 7457
NGC 7457 ist eine elliptische Galaxie vom Typ E-S0 im Sternbild Pegasus. Sie ist schätzungsweise 47 Millionen Lichtjahre von der Milchstraße entfernt.
Das Objekt wurde am 12. September 1784 von William Herschel entdeckt.